# 福田村 (熊本県)
福田村（ふくだむら）は、熊本県の中部、上益城郡にかつてあった村である。

## 歴史
- 1889年4月1日 - 町村制が施行。福原村、平田村が合併して発足。
- 1954年4月1日 - 木山町、広安村、飯野村、津森村と合併し益城町となる。

## 学校
- 福田村立福田小学校（現在の益城町立益城中央小学校）
- 福田村立袴野小中学校